# Otis Glenn
Otis Ferguson Glenn, né le 27 août 1879 à Mattoon (Illinois) et décédé le 11 mars 1959 dans le Comté de Manistee, est un homme politique américain, membre du Parti républicain et sénateur de l'Illinois de 1928 à 1933.